# Auvergne (D654)
Auvergne (D654) es una fragata en servicio de la Armada francesa. Fue construida por el programa de fragatas multipropósito FREMM.

## Historial operativo
A finales de 2021/principios de 2022, justo antes de la invasión rusa de Ucrania, la fragata se desplegó en el Mar Negro para realizar ejercicios con la armada búlgara y otras armadas de la OTAN. La fragata partió del Mar Negro antes del estallido de las hostilidades.
Inicialmente fue trasladada a Tolón, pero fue trasladada a la base naval de Brest en diciembre de 2022.